# Vitosha New Otani Open 1988
Il Vitosha New Otani Open 1988  è stato un torneo di tennis giocato sul cemento indoor. È stata la 1ª edizione del torneo, che fa parte della categoria Tier V nell'ambito del WTA Tour 1988. Si è giocato a Sofia in Bulgaria, dall'8 al 14 agosto 1988.

## Campionesse

### Singolare
Conchita Martínez ha battuto in finale  Barbara Paulus con il punteggio di 6–1, 6–2

### Doppio
Conchita Martínez /  Barbara Paulus hanno battuto in finale  Sabrina Goleš /  Katerina Maleeva con il punteggio di 1–6, 6–1, 6–4